# Husiná
Husiná es un municipio del distrito de Rimavská Sobota en la región de Banská Bystrica, Eslovaquia, con una población estimada a final del año 2024 de 545 habitantes.
Se encuentra ubicado al este de la región, en la cuenca hidrográfica del río Sajó —un afluente derecho del río Tisza— y cerca de la frontera con la región de Košice y con Hungría.

## Demografía
| Año        | 1994 | 2004     | 2014    | 2024 |
| ---------- | ---- | -------- | ------- | ---- |
| Población  | 453  | 505      | 545     | 545  |
| Diferencia |      | +11,47 % | +7,92 % | +0 % |

| Año        | 2023 | 2024    |
| ---------- | ---- | ------- |
| Población  | 544  | 545     |
| Diferencia |      | +0,18 % |